# Krępsko (gromada w powiecie wałeckim)
Krępsko – dawna gromada, czyli najmniejsza jednostka podziału terytorialnego Polskiej Rzeczypospolitej Ludowej w latach 1954–1972.
Gromady, z gromadzkimi radami narodowymi (GRN) jako organami władzy najniższego stopnia na wsi, funkcjonowały od reformy reorganizującej administrację wiejską przeprowadzonej jesienią 1954 do momentu ich zniesienia z dniem 1 stycznia 1973, tym samym wypierając organizację gminną w latach 1954–1972.
Gromadę Krępsko z siedzibą GRN w Krępsku utworzono – jako jedną z 8759 gromad na obszarze Polski – w powiecie wałeckim w woj. koszalińskim na mocy uchwały nr 43/54 WRN w Koszalinie z dnia 5 października 1954. W skład jednostki weszły obszary dotychczasowych gromad Krępsko, Plecemin i Dobrzyca ze zniesionej gminy Stara Łubianka oraz obszar dotychczasowej gromady Płytnica ze zniesionej gminy Szwecja w tymże powiecie. Dla gromady ustalono 9 członków gromadzkiej rady narodowej.
1 stycznia 1958 z gromady Krępsko wyłączono: wsie Płytnica i Piecemin, włączając je do gromady Tarnówka w powiecie złotowskim w tymże województwie, po czym gromadę Krępsko zniesiono, a jej (pozostały) obszar włączono do gromady Stara Łubianka w tymże powiecie.